# ВМ20
ВМ20 (Вячеслав Молотов, 20 — округлённое значение нагрузки на ведущую ось) — первый советский двухсекционный тепловоз; был создан в единственном экземпляре. Получив обозначение согласно системе обозначений 1931 года, при этом каждая секция получила свой отдельный номер (то есть первая обозначалась ВМ20-01, вторая — ВМ20-02). Был построен по заданию ОГПУ, согласно которому требовался тепловоз, обеспечивающий «предельное использование современного состояния пути, а также винтовой стяжки» (из постановления Комитета реконструкции железнодорожного транспорта). По мощности и силе тяги должен был быть эквивалентен паровозу серии ФД, а каждая его секция — тепловозу серии ЭЭЛ. Однако из-за спешки в производстве на нём были применены менее мощные серийные тяговые электродвигатели, вследствие чего тепловоз так и не смог удвоить веса поездов на тепловозных линиях.

## История появления
Рост грузооборота советских железных дорог в 1930-х гг. вызвал необходимость создания локомотивов большой мощности.
Требовалось построить тепловоз мощностью по дизелю не менее 2000 л. с., тогда как в то время в СССР были тепловозы с дизелями мощностью до 1000—1200 л. с. Строившийся в то время двухдизельный тепловоз ЭЭЛ8 суммарной мощности 1600 л. с. не мог быть принят для серийного производства, поскольку был импортным (строился на немецком заводе Крупп). Поэтому было необходимо создать мощный тепловоз, используя только отечественные возможности. С этой целью было решено использовать дизель 42-БМК-6 мощностью 1200 л. с., применявшийся на тепловозах серии ЭЭЛ.
Для получения нужной мощности решено было использовать две одинаковые силовые установки на самостоятельных экипажах — секциях так, чтобы две такие сцепленные секции сформировали локомотив необходимой мощности. Каждая секция имела осевую формулу 2-40−1, а весь тепловоз 2-40−1 + 1-40−2.
Эскизное проектирование и выбор основных параметров тепловоза были выполнены техническим бюро Транспортного отдела ОГПУ под руководством инженера Н. А. Добровольского. Рабочее проектирование локомотива осуществили инженеры и конструкторы ЦЛПБ НКТМ; проектированием механической части руководил А. И. Козякин, холодильников — А. А. Кирнарский, цельнолитого картера дизеля — А. М. Федотов.
Проектом предусматривалось за счёт изменения передаточного числа тяговых редукторов и возможности эксплуатировать как обе секции вместе, так и каждую в отдельности, получение пяти вариантов тепловоза, имея по существу однообразные агрегаты и узлы:
- односекционного (осевая формула 2-40−1) с силой тяги 16000 кГ для лёгких грузовых поездов;
- односекционного с силой тяги 10000 кГ для лёгких пассажирских поездов;
- двухсекционного (осевая формула 2-40−1 + 1-40−2) с силой тяги 32000 кГ для тяжёлых грузовых поездов;
- двухсекционного с силой тяги 25000 кГ для грузовых поездов средней массы;
- двухсекционного с силой тяги 20000 кГ для тяжёлых пассажирских поездов и трудных по профилю участков пути.

## Конструкция и расположение оборудования

ВМ20-01 постройки Коломенского завода

Тепловоз ВМ20 имел электрическую передачу постоянного тока с четырьмя тяговыми электродвигателями на каждой секции. Электрическая схема позволяла регулировать работу обеих дизель-генераторных установок с любого поста управления. Посты управления были сблокированы так, что действовать мог только один из них.
Дизель с тяговым генератором ГПТ-800/450 Mod, возбудитель HN200 ХЭМЗ и холодильник для охлаждения масла и воды дизеля размещались на раме каждой секции. Генератор имел опорный подшипник, поддерживавший один конец вала ротора. Другим концом роторный вал через полужёсткую муфту, аналогичную муфте тепловоза ЭЭЛ2, опирался на вал дизеля.
Вентиляторное колесо холодильника приводилось от вала дизеля через одноступенчатый зубчатый редуктор. Перед холодильником располагалась кабина машиниста.
Со стороны задней стенки секции находились компрессор, пусковые баллоны и пост дизелиста. Смежные торцевые стенки кузова каждой секции снимались, и тогда образовывалось общее дизельное помещение. Секции сцеплялись между собой автосцепкой СА-3.
На тепловозе первоначально намечалось установить тяговые электродвигатели мощностью по 175 кВт. Однако организовать изготовление таких электродвигателей в то время не удалось, и поэтому на тепловозе были установлены электродвигатели ДПТ-140 мощностью по 140 кВт, применявшиеся на тепловозах серии ЭЭЛ. В результате получилось несоответствие мощности дизелей и тяговых электродвигателей. Для компенсации этого недостатка были изменены передаточные числа тяговых редукторов, а также повышен ток часового режима тяговых электродвигателей с 350 до 375 А за счёт более сильной принудительной вентиляции.
Тяговые электродвигатели при нормальной схеме включались параллельно, при аварийной — параллельно-последовательно.

## Технические характеристики
- Осевая формула — 2-40−1 + 1-40−2
- Нагрузка от движущей оси на рельсы — 19,7 т
- Нагрузка от оси тележки — 14,8 и 15,9 т
- Нагрузка от поддерживающей оси — 13,3 т
- Сцепная масса каждой секции — 78,8 т
- Полная масса секции — 122,8 т
- Общая сцепная масса — 157,6 т
- Общая полная масса тепловоза — 245,6 т
- Длина тепловоза по буферам — 27202 мм
- Полная колёсная база — 23100 мм
- Жёсткая колёсная база — 4500 мм
- Диаметр движущих колёс — 1220 мм
- Диаметр поддерживающих и бегунковых колёс — 900 мм
- Конструкционная скорость — 72 км/ч